# Madhouse (cég)
A Madhouse japán animegyártó cég, amely 1972-ben jött létre. A Mushi Pro akkori animátorai alapították meg, Masao Maruyama, Osamu Dezaki, Rintaro és Yoshiaki Kawajiri.
1973-1980-ig futott első animációs sorozatuk, amit a Tokyo Movie Shinsha cég rendezésében készítettek el.
Az alábbi ismert animéket köszönhetjük nekik:  Wicked City, Ninja Scroll, Perfect Blue, Vampire Hunter D: Bloodlust, Trigun, Di Gi Charat, Black Lagoon, Death Note, Paprika, Wolf Children, Parasyte: The Maxim és a One-Punch Man első évadát.
A Madhouse fő, ismert dolgozói: 
- Yasuo Oda
- Masao Maruyama
- Jungoo Murata
- HIroyuk Okada
- Masahiro Takahashi
- Tsuneo Takayama
- Ren Iwasawa
- Sanae Tashiro
  - Akira Shinohara
  - Satoki Toyoda
  - Kako Kuwahara
  - Hitoshi Nishioke
  - Takanori Seo
- Rajtuk kívül még 70 vállalkozó dolgozott/dolgozik a Madhouse cégnél.

## A cég története
A Madhouse-t 1972-ben alapították a Mushi Production animátorai, köztük Masao Maruyama, Osamu Dezaki, Rintaro és Yoshiaki Kawajiri, Yutaka Fujioka, a Tokyo Movie alapítójának támogatásával, és legkorábbi sorozatát a Tokyo Movie-val közösen készítették.
2004 februárjában a Madhouse az Index Corporation mellékvállalata lett. 2011. február 8-án a Nippon TV lett a Madhouse elsődleges részvényese (az Index Corporation helyett), az új részvények harmadik fél általi kiosztása révén.  Az NTV 128 667 új részvényt vásárolt (mindegyik 7772 ¥), amelyet a Madhouse bocsátott ki összesen 999 999 924 ¥-ért (kb. 12,4 millió dollár), ezzel 10,4%-ról 84,5%-ra növelve részesedését a vállalatban. Az Index Corporation Madhouse-beli részesedése 60,91%-ról 10,54%-ra csökkent.
2012 januárjában a Madhouse bejelentette, hogy megvásárolták a Peanuts képregény animációs jogait.
2014 márciusában az NTV megvásárolta az Index Corporation összes részvényét, és 95%-ra növelte részesedését a Madhouse-ban.

## Fordítás
- Ez a szócikk részben vagy egészben  a   Madhouse (company) című angol Wikipédia-szócikk ezen változatának fordításán alapul.  Az eredeti cikk szerkesztőit annak laptörténete sorolja fel. Ez a jelzés csupán a megfogalmazás eredetét és a szerzői jogokat jelzi, nem szolgál a cikkben szereplő információk forrásmegjelöléseként.